# Sepedon ituriensis
Sepedon ituriensis är en tvåvingeart som beskrevs av Verbeke 1950. Sepedon ituriensis ingår i släktet Sepedon och familjen kärrflugor. Inga underarter finns listade i Catalogue of Life.